# معركة الفرما (373 قبل الميلاد)
معركة الفرما (373 قبل الميلاد) أو معركة منديس وقعت بعد أن شن الملك الفارسي أرتحشستا هجومًا على مصر بهدف إعادة مصر إلى الحكم الفارسي، لكنه فشل وانتهت المعركة بهزيمة الفرس ومرتزقتهم اليونانيين.

## خلفية
في عام 525 قبل الميلاد، غزت قوة فارسية مصر بقيادة قمبيز الثاني. كانت هذه القوة قادرة على دخول ممفيس ولم تستطع السيطرة على كل مصر عندما أرسل قمبيز الثاني قواته لاحتلال واحة سيوة وعرفت بعد ذلك بجيش قمبيز المفقود. كما لم يستطع قمبيز الثاني احتلال مناطق في صعيد مصر والنوبة. كانت مصر مليئة بالاضطرابات والثورات حتى نجحت ثورة في عام 404 قبل الميلاد بقيادة أمير مصري يُدعى أميرتيوس الذي استطاع الحصول على الاستقلال في مصر وتمتعت مصر بحكم محلي مليء بالمشاكل الداخلية بين الأمراء كان نخت أنبو الأول أول ملوك الأسرة الثلاثين بعد أن تمكن من انتزاع الحكم من آخر ملوك الأسرة التاسعة والعشرين (نفرتيس الثاني) اعتبر الفرس مصر مجرد جزء متمرد من بلاد فارس ، لذلك حاولوا استعادتها مرات عديدة خلال فترة حكم الأسرة التاسعة والعشرون. حاولوا غزو مصر مرتين وفشلوا في عامي 385 و 383 قبل الميلاد ، كان الملك الفارسي أرتحشستا على علم بالاضطراب الذي كان في مصر بين الأمراء المصريين، لذا استعد لغزو مصر. أبرم أرتحشستا معاهدة سلام مع الأثينيين. بموجب هذه المعاهدة، أصبحت مصر بدون حلفاء، وتم استدعاء الجنرال الأثيني شبرياس عام 379 قبل الميلاد.

## تحضير الفرس للحملة
أبرم الأخمينيون معاهدة سلام مع الأثينيين من أجل مغادرة مصر بدون حلفاء، وجمع الفرس أسطولًا كبيرًا من 500 سفينة في فينيقيا وعكا، وكله تقريبًا من المرتزقة اليونانيين. علاوة علي ذلك جمع الفرس قوات برية ضخمة تتكون من 220 ألف جندي ليعبروا من مدينة غزة

## المعركة
بدأت مسيرة الفرس خلال رحلة استغرقت خمسة أيام من غزة إلى الفرما (بورسعيد). هاجم الفرس الفرما ، لكن المصريين تمكنوا من الدفاع عنها ، وفشل الفرس في الاستيلاء على المعقل المصري ، فقرر الفرس الدخول الي البلاد عن طريق استخدام فرع النيل والالتفاف حولهم ثم أراد الفرس ومرتزقتهم اليونانيون السير نحو ممفيس وتركوا الفرما بعد أن نجحوا في دخول البلاد عبر فرع النيل ، لكنهم اختلفوا فيما بينهم ، وهذا التردد تسبب بهجوم مضاد من قبل نخت أنبو الأول ، مستغلاً فيضانات النيل التي تسببت في مستنقعات أعاقت حركة الفرس ومرتزقتهم اليونانيين لذلك هُزِموا وانسحبوا في يوليو 373 قبل الميلاد.